# 陈宝泉

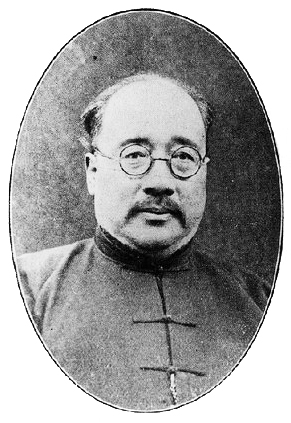

陈宝泉（1874年—1937年）字筱庄、小庄、肖庄，直隶天津人，中国近代教育家。

## 生平
陈宝泉早年入京师同文馆学习算学。后赴日本留学。1904年归国，从事教育工作，编有《直隶教育杂志》、《国民必读》等白话图书和杂志。1905年底，随严修任职于学部，历任学部主事、郎中、师范科员外郎。1910年，升任学部实业司司长。
中华民国成立后，1912年5月，陈宝泉任北京高等师范学校校长。任内，陈宝泉上书袁世凯论述发展师范教育的必要，并主持制定了《北京高师规程》、《北京高师五年计划书》，将原京师优级师范学堂的二部扩为国文、英文、理化、史地、数理、博物六部，并增设附属中小学，建设实验室、图书馆等，聘请王桐龄、邓萃英、许寿裳、经亨颐、陈映璜、马寅初、张耀翔、张仲述、李建勋、马叙伦、何炳松、丁文江、翁文灏、沈步洲、钱玄同、陶孟和、黎锦熙、毛邦伟等人来校任教。1915年，他率北京高等师范学校附属小学主任郑际唐、北京高等师范学校附属中学主任韩诵裳赴江苏、浙江考察教育；1917年同黄炎培、郭秉文、蒋维乔等参观人赴日本、菲律宾、广东、香港考察教育；1919年同袁希涛等人赴欧美考察教育，并邀请教育家孟禄访华。1919年五四运动期间，陈宝泉、蔡元培等人努力营救被捕学生。1920年，陈宝泉辞去北京高等师范学校校长职务。
在任北京高等师范学校校长期间，他还积极参与兴办教育事业。他创办并任会长的教育团体有北京通俗教育研究会、北京教育会、天津县教育会、全国师范教育研究会等。他和张元济等还发起成立了师范讲习社，出版《新体师范讲义》。1915年参与发起成立全国教育会联合会，并参加主持该联合会此后历届年会。1917年1月，他同蔡元培、黄炎培等人创立中华职业教育社。1918年4月，受教育部委托，陈宝泉主持召开了全国高等师范学校校长会议，同年9月，陈宝泉向教育部呈交了关于设立道德教育研究部的呈文，并获教育部批准施行。同年，陈宝泉在北京高等师范学校主持召开了国语教科书编辑会议，此次会议是中国历史上首次国语教科书编辑会议，陈宝泉同黎锦熙、钱玄同等人一道创编国语教科书。1919年3月，教育部组织了由陈宝泉、蔡元培等九人组成的教育调查会，陈宝泉任普通教育调查股、师范教育调查股成员。同年，陈宝泉、袁希涛创办了中华博物学会，陈宝泉任副会长。
1919年，在山西召开的全国教育会联合会年会上，陈宝泉、邓萃英联名提出《设置师范大学案》。1922年后，陈宝泉以教育部官员的身份兼任北京师范大学筹备委员，后同梁启超、张伯苓等九人任北京师范大学董事会董事，并历任北京师范大学教育系讲师、教授。
1928年，陈宝泉离开教育部。1929年，陈宝泉任天津市政府参事、教育部名誉编审、天津贫民救济院院长，同时在南开大学兼课。
1937年，陈宝泉逝世。